# Mysterium buffo
Mysterium buffo (russisch Мистерия-буфф, Misteriya-Buff) ist ein Theaterstück in sechs Akten von Wladimir Majakowski. Der Autor versucht sich darin an einer Art Welttheater aus proletarischer Sicht. Es gibt zwei Fassungen des Stücks. Die erste wurde zum ersten Jahrestag der Oktoberrevolution am 7. November 1918 uraufgeführt. Die zweite Fassung entstand ab 1920 und wurde am 1. Mai 1921 zum ersten Mal aufgeführt.

## Inhalt (Zweitfassung)
Im Prolog stimmt ein „Unreiner“ (also ein „Habenichts-Prolet“ wie die anderen „unreinen“ Figuren im Stück) die Zuschauer auf den Inhalt der sechs Akte ein. Er rechtfertigt außerdem, dass die Bühne in den Zuschauerraum hineinreicht. Eine traditionell klare Trennung zwischen Bühne und Publikum reduziere Theater auf die Schlüssellochperspektive.

### Erster Akt
Auf der Bühne befindet sich eine Erdkugel, die ein Loch hat, aus der Wasser austritt. Die dergestalt versinnbildlichte Sintflut hat alle Weltteile erfasst, und so finden sich nach und nach Vertreter der „Reinen“ und „Unreinen“ ein, die alle vor dem Wasser flüchten. Beide Gruppen zählen jeweils 14 Vertreter.
Zu den Reinen zählen: der Negus von Abessinien, ein indischer Radscha, ein türkischer Pascha, ein russischer Spekulant, ein Mandarin, ein wohlgenährter Perser, ein Franzose (Georges Clemenceau), ein Deutscher, ein Pope, ein Australier und dessen Frau, ein Engländer (David Lloyd George), ein Amerikaner, ein Diplomat. – Zu den Unreinen gehören: ein Rotarmist, ein Laternenputzer, ein Kraftfahrer, ein Bergmann, ein Zimmermann, ein Landarbeiter, ein Dienstmann, ein Schmied, ein Bäcker, eine Waschfrau, eine Näherin, ein Maschinist, ein Eskimo-Fischer, ein Eskimo-Jäger. – Unabhängig von diesen Gruppen treten der Versöhnler, der Intelligenzler (ein Student) und die Dame mit den Pappschachteln auf.
Nach dem Beschluss, eine Arche zu bauen, machen sich die Unreinen ans Werk.

### Zweiter Akt
Die Reinen und die Unreinen stehen an der Reling der Arche, während um sie herum die Welt versinkt. Die Unreinen können sich selbst ernähren; die Reinen hingegen beratschlagen, wie sie sich die Unreinen wieder untertan machen können, und wählen zunächst einen König, den Negus. Sie stellen dann den Unreinen eine Falle und verdonnern sie dazu, alles Essbare auszuliefern.
Während die Unreinen in den Schiffsraum gesperrt werden, verspeist allerdings der Negus alles allein. Daraufhin rufen die übrigen Reinen eine Versammlung ein, um die absolute Monarchie auf der Arche abzuschaffen. Der Negus wird schließlich zur Strafe über Bord geworfen. Die Reinen verbrüdern sich mit den Unreinen, sie einigen sich auf eine demokratische Republik als Gesellschaftsform, in der die Reinen als Minister fungieren, während die Unreinen die eigentliche Arbeit erledigen. Die Reinen verzeichnen alle Speisen und verzehren sie dann, für die Unreinen bleibt nichts übrig.
Die Unreinen begehren auf und treiben die Reinen über Bord (nur der Spekulant kann sich verstecken). Der Versöhnler wird in den Schiffsraum gesperrt, die Dame und der Intelligenzler zeigen sich opportunistisch und wollen der neuen Sowjetmacht dienen. Während die Unreinen hoffen, zum rettenden Berg Ararat zu gelangen, taucht ein ganz gewöhnlicher Mensch auf dem Schiffsdeck auf. In seiner Rede fordert er die Unreinen auf, Verantwortung für die Welt zu übernehmen.

### Dritter Akt
Die Reinen sind inzwischen in der Hölle gelandet. Der Nachschub ist knapp, weswegen Beelzebub und seine Teufel auf Neuankömmlinge hoffen. Schließlich tauchen die Unreinen auf. Doch Beelzebub scheitert an ihnen, da sie ihn davon überzeugen, dass ihr Leben auf der Erde viel schlimmer ist als es hier in der Hölle sein könnte. Vereint ziehen die Unreinen wieder ab, das Fegefeuer hinter sich lassend.

### Vierter Akt
Im Paradies bzw. Himmel werden die Unreinen von Methusalem und den Seligen erwartet. Sie sind allerdings vom Paradiesplunder und der Langeweile und Tatenlosigkeit angewidert und schicken sich an, das Paradies zu zerstören. Da erscheint der Herr Zebaoth höchstpersönlich, doch die Unreinen berauben ihn seiner Blitze. So kann er die Zerstörung des Paradieses nicht verhindern, während die Unreinen in höhere Sphären steigen.

### Fünfter Akt
Ihr Vormarsch bringt sie ins Land der Trümmer. Sie graben eine alte Lokomotive und ein Seeschiff aus und schicken sich an, diese wieder in Gang zu setzen, auch gegen den Widerstand einer Gruppe von Spekulanten, der dies gar nicht gefällt. Doch mit vereinten Kräften bauen sie Kohle ab und gewinnen Erdöl, um damit in Richtung Zukunft aufzubrechen.

### Sechster Akt
Zurück auf der Erde stehen die Unreinen vor dem Tor zum Gelobten Land. Der Lampenanzünder hält Ausschau und beschreibt eine elektrifizierte moderne Welt. Als das Tor aufgeht und alle das Gelobte Land mit eigenen Augen sehen, treten plötzlich Sachen, Maschinen und Speisen auf und überzeugen die Unreinen davon, dass sie ihnen gehören. Der auftauchende Spekulant, der für seinen Berufsstand Möglichkeiten in der neuen Gesellschaft einfordert, wird sofort davongejagt. Das Stück endet mit dem Absingen der Internationale.

## Volltext
- das Drama im russischen Original (Zweitfassung)

## Übersetzung
- Mysterium buffo. Heroisches, episches und satirisches Abbild unseres Weltalters in sechs Aufzügen. Aus dem Russischen von Hugo Huppert. In: Wladimir Majakowski: Mysterium buffo u. a. Leipzig: Reclam 1969. S. 29–141.